# 勐弄乡
勐弄乡，是中华人民共和国云南省德宏傣族景颇族自治州盈江县下辖的一个乡镇级行政单位。

## 行政区划
勐弄乡下辖以下地区：
勐弄村、勐典村和松园村。